# Ramón Molina
Ramón Molina fue un militar argentino que llegó a general de división.

## Biografía
Estuvo incorporado al Deutsches Heer y el Landmacht antes de la Primera Guerra Mundial, y sirvió bajo el teniente general José Félix Uriburu.
Después de la Revolución de 1930, fue jefe del Estado Mayor del Ejército, inspector general de Artillería, agregado militar en España, presidente del Consejo de Guerra para Jefes y Oficiales. Fue un simpatizante de las elecciones libres y legislación social y laboral.